# Alagnon
L'Alagnon è un fiume francese del Massiccio Centrale che scorre nei dipartimenti del Cantal, dell’Alta Loira e del Puy-de-Dôme nella regione storica dell’Alvernia, e che sfocia nell’Allier, affluente della Loira. Talvolta viene anche scritto Allagnon, in particolare nell’ultima parte del suo corso.

## Geografia
La sorgente si trova a 1600 metri di altitudine sul puy Bataillouse nel massiccio dei Monts du Cantal. Il corso d’acqua si dirige inizialmente ad est, passa vicino alla stazione di sport invernali Le Lioran, presso Font d’Alagnon, quindi attraversa la foresta del Lioran formando numerose gole. A Murat entra in una valle di origine glaciale che si allunga fino a Neussargues-Moissac.
Dopo la confluenza con l’Allanche l’Alagnon scorre in altre gole. A Massiac si orienta a nord-nord-est e qui riceve le acque dell’Arcueil e dell’Alagnonnette; in seguito, a Blesle, vi confluiscono la Sianne e la Voireuze. Nuove gole si susseguono fino a Lempdes-sur-Allagnon, dopo il quale si getta nell’Allier presso Auzat-la-Combelle.